# Bệnh viện Nostra Senyora de Meritxell
Bệnh viện Nostra Senyora de Meritxell, là bệnh viện duy nhất ở Andorra. Nó được đặt theo tên của Đức Mẹ Meritxell, vị thánh bảo trợ của Andorra.

## Lịch sử
Bệnh viện được xây dựng vào năm 1993 trên một khu đất rất dốc chỉ rộng 5.000 mét vuông ở Escaldes-Engordany. Nó được xây dựng với kiến trúc 12 tầng. Ba tầng thấp nhất tạo thành một bãi đậu xe cho 267 chiếc. Các tầng trên tạo thành một khối tuyến tính hình chữ S. Có 192 phòng giường đơn với phòng tắm.
Một tác phẩm sắp đặt nghệ thuật tại quảng trường bệnh viện nhằm kỷ niệm 70 năm ngày Tuyên ngôn Nhân quyền Thế giới đã được Bộ trưởng Bộ Y tế, Carles Álvarez khai mạc vào tháng 12 năm 2018.
Một bộ phận xạ trị mới sẽ được xây dựng trong bãi đỗ xe tại Avenida Fiter i Rossell, bên cạnh bệnh viện và được kết nối với bệnh viên bằng một đường thang máy.
Đối với điều trị chuyên khoa, bệnh nhân có thể được đưa đến Barcelona hoặc Toulouse bằng máy bay trực thăng.